# Pachalik de Budin
Pour les articles homonymes, voir Budin.
1541–1686
Entités précédentes :
- Banat de Slavonie (Royaume de Hongrie)
- Beylerbeylik de Roumélie (Empire ottoman)

Entités suivantes :
- Monarchie de Habsbourg
- Pachalik de Temeşvar
- Pachalik d'Eğri
- Pachalik de Kanije

Le pachalik de Budin ou eyalet de Budin (turc osmanli : Eyâlet-i Budin ; hongrois : Budai vilájet) était la principale province de la Hongrie ottomane. Sa capitale était Buda.

## Histoire

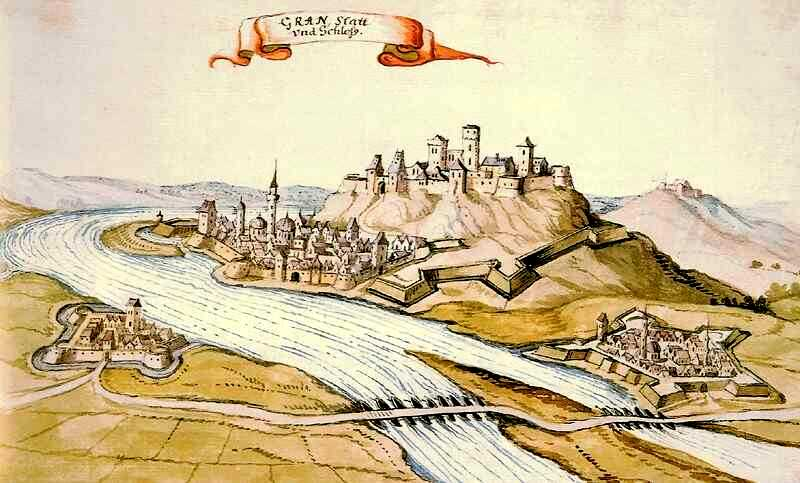
Esztergom, capitale d'un sandjak de la province de Budin

Au XVIe siècle, les Ottomans pénètrent en Hongrie. Après la bataille de Mohacs où les Hongrois sont lourdement défaits, les Ottomans conquièrent rapidement le pays et occupent provisoirement la ville de Buda en 1526 et 1529.
En 1541, Suleyman Ier décide de consolider les territoires nouvellement conquis autour de Buda afin de l'intégrer totalement à l'empire. Immédiatement après le siège et la prise de Buda en 1541, il donne à ces terres le statut de vilayet (province). Le vilayet de Buda est le premier de Hongrie. Plusieurs villes sont prises tour à tour : Szeged, Kalocsa, Szabadka (aujourd'hui Subotica). En 1543/1544, les Ottomans occupent les forteresses de Nograd, Vác, Székesfehérvár, Pécs et Siklós qui ont été incorporées dans le vilayet de Buda.
En 1552, la province s'élargit avec de nouveaux territoires au nord. Buda gère aussi administrativement d'autres provinces comme celle de Temesvar (Timisoara) et contrôle les zones militaires des terres environnantes.

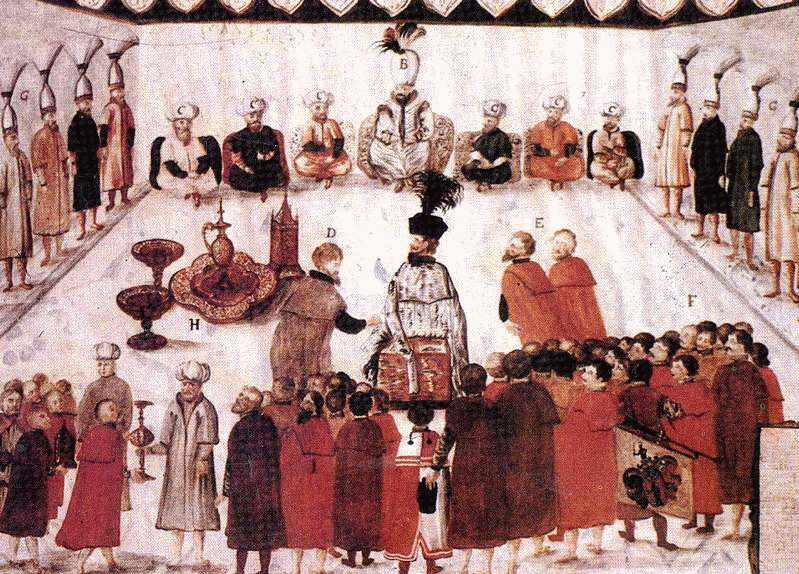
Le pacha de Budin recevant l'envoyé du sultan ottoman

Par la suite, l'avancée ottomane se ralentit, les territoires changent peu durant la guerre de quinze ans (Longue Guerre) où les Ottomans perdent les territoires au nord de Nograd. Toutefois, Eğri (Eger) et Kanije (Nagykanizsa) sont prises par les Ottomans durant ces guerres et sont ensuite administrées comme des sandjak. Au début de XVIIe siècle, les sandjaks d'Eğri) et de Kanije deviennent des provinces séparées au détriment de la province de Buda. La capitale compte alors 5 grands hammams et 12 mosquées qui portent les noms de Taban (la semelle, nom d'un faubourg), Mataf (l'enceinte), Sou (le bord de l'eau), Toïghoun (le faucon, surnom de son fondateur), Hadji Ahmed (nom de son fondateur), Séraïlik (du palais impérial), Pacha (du gouverneur), Yeni (la nouvelle mosquée), Saat (l'horloge), Eski (la vieille mosquée), Feth (la mosquée du siège). 

Durant ce même siècle, l'échec devant les murs de Vienne en 1683 marque la fin du règne ottoman en Hongrie. La ville de Buda est assiégée à deux reprises en 1684 et 1686 ; le 2 septembre 1686, elle est conquise par les troupes de la Sainte Ligue commandées par Charles V de Lorraine. Le dernier gouverneur ottoman, Abdurrahman Abdi Pacha, est tué pendant l'assaut.

## Organisation militaire
Les conflits étaient réguliers en Hongrie, frontière occidentale de l'empire ottoman, d'où la nécessité permanente de maintenir une armée sur place. Si le sultan n'était pas sur place, c'est au pacha de Buda que revenait le devoir de diriger l'armée. Son pouvoir s'étendait sur les vilayets de Temesvar (à partir 1552), Eger (à partir de 1596), Nagykanizsa (à partir de 1600) et de Nagyvarad (à partir de 1660).
Bien qu'il soit difficile de connaître exactement le nombre de soldats, certains documents parlent de 10 200 hommes dans la forteresse de Buda en 1546 et 12 451 en 1568.

## Division administrative

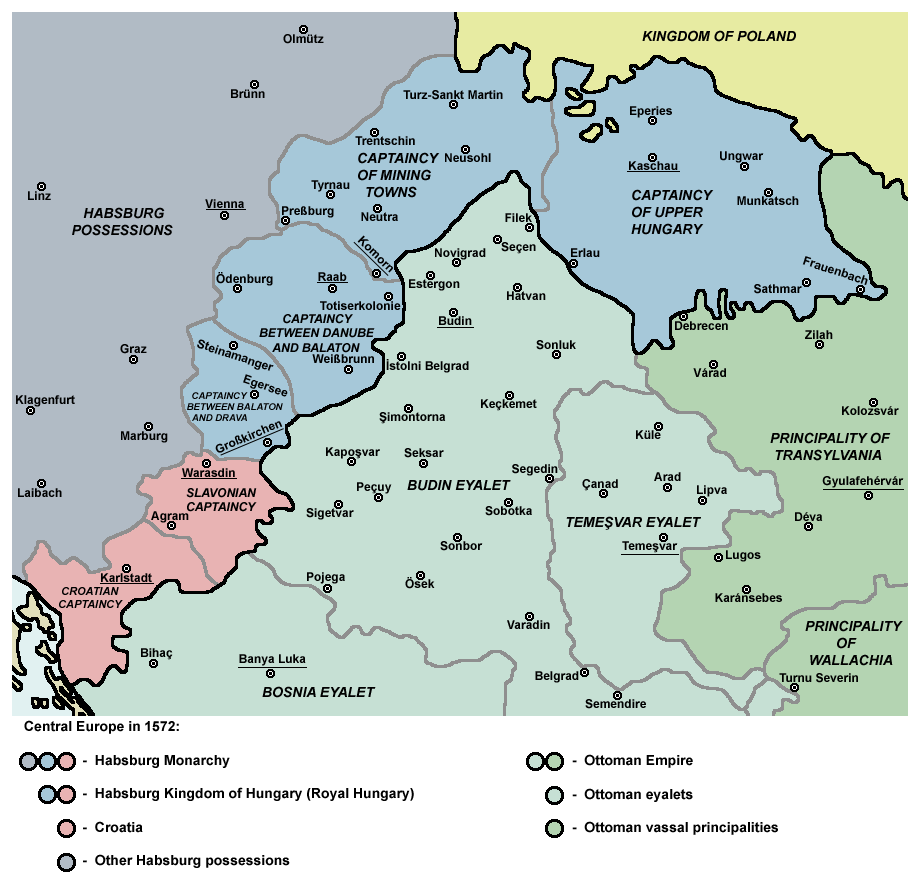

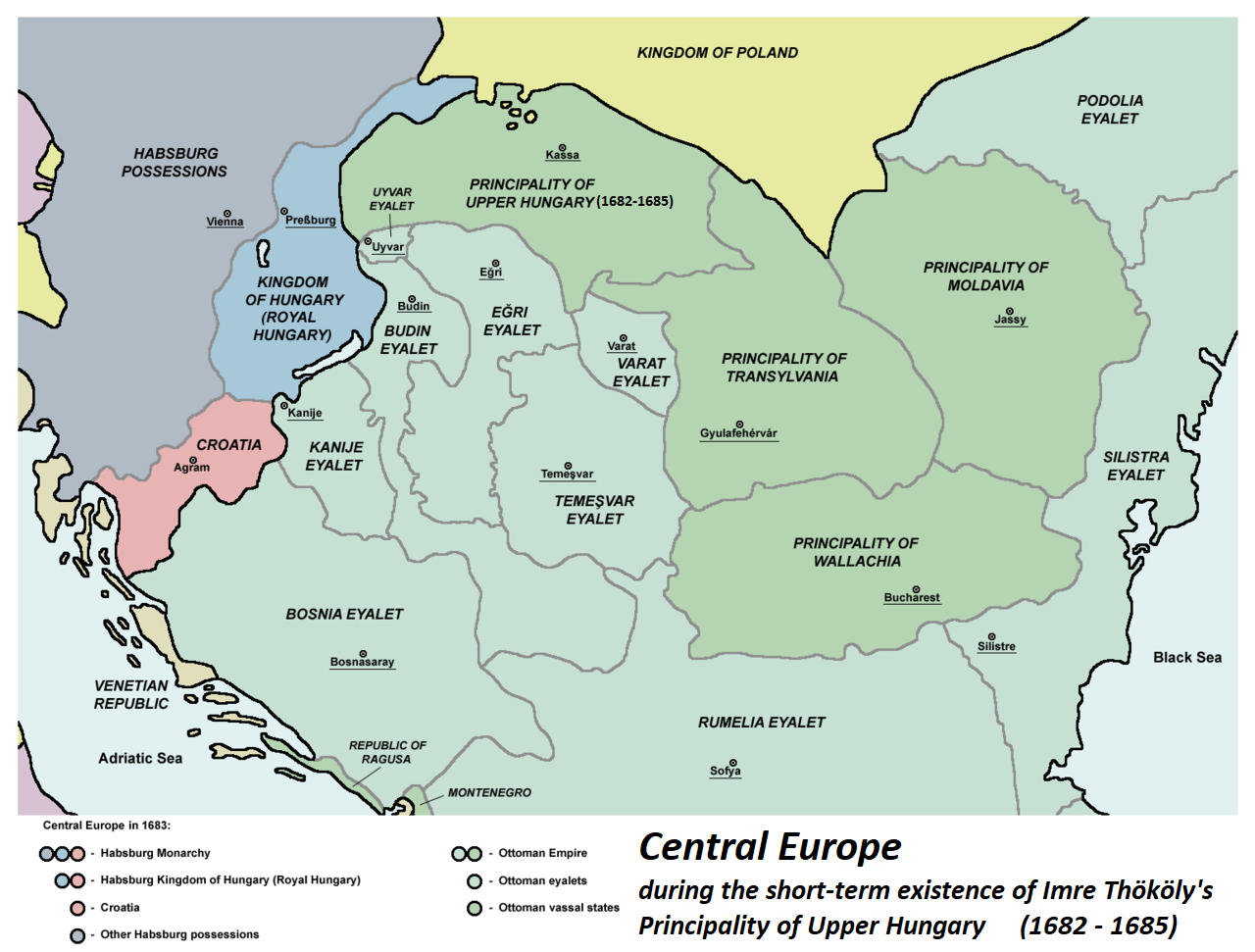

Après 1541, la province de Buda gérait les sandjaks suivants : 
- Sandjak de Buda
- Sandjak de Semendire (Smederevo)
- Sandjak de İzvornik
- Sandjak de Vulçetrin
- Sandjak de Pojega (Pozsega)
- Sandjak de Mohaç (Mohács)
- Sandjak de İstolni Belgrad
- Sandjak de Segedin (Szeged)
- Sandjak de Sirem (Syrmie)
- Sandjak de Vidin
- Sandjak de Alacahisar (Kruševac, Krusevác)

Vers 1552, la province gère les sandjak suivants : 
- Sandjak de Buda
- Sandjak de Semendire (Smederevo)
- Sandjak de İzvornik
- Sandjak de Vulçetrin
- Sandjak de Pojega (Pozsega)
- Sandjak de Mohaç
- Sandjak de İstolni Belgrad
- Sandjak de Segedin
- Sandjak de Sirem (Syrmie)
- Sandjak de Vidin
- Sandjak de Alacahisar (Kruševac, Krusevác)
- Sandjak de Tamışvar (Timişoara)
- Sandjak de Peçuy (Pécs)
- Sandjak de Estergon (Esztergom)
- Sandjak de Hatvan
- Sandjak de Fülek (Filakovo)
- Sandjak de Seçen (Szécsény)
- Sandjak de Sonluk (Szolnok)
- Sandjak de Csanád
- Sandjak de Sturovo (Ciğerdelen, Párkány)
- Sandjak de Beçkerek (Zrenjanin, Nagybecskerek)
- Sandjak de Siklós
- Sandjak de Sekçay
- Sandjak de Nograd
- Sandjak de Pespirim (Veszprem)
- Sandjak de Görözsgal

Vers 1566, la province gère les sandjak suivants : 
- Sandjak de Buda
- Sandjak de Semendire (Smederevo)
- Sandjak de Pojega (Pozsega)
- Sandjak de Mıhaç (Mohács)
- Sandjak de İstolni Belgrad (Székesfehérvár)
- Sandjak de Segedin (Szeged)
- Sandjak de Sirem (Syrmia, Szerém)
- Sandjak de Baboça (Babocsa)
- Sandjak de Zigetvar (Szigetvar)
- Sandjak de Peçuy
- Sandjak de Estergon
- Sandjak de Hatvan
- Sandjak de Fülek
- Sandjak de Szécsény
- Sandjak de Szolnok
- Sandjak de Simontornya
- Sandjak de Kopan
- Sandjak de Siklós
- Sandjak de Sekçay
- Sandjak de Novigrad
- Sandjak de Pespirim

Vers 1600, la province gère les sandjak suivants : 
- Sandjak de Semendire (Smederevo)
- Sandjak de Sirem (Syrmia, Szerém)
- Sandjak de Kovin
- Sandjak de Koppány
- Sandjak de Székesfehérvár
- Sandjak de Mohács
- Sandjak de Siklós
- Sandjak de Eğri
- Sandjak de Kanije
- Sandjak de Sekçay

Vers 1610, la province gère les sandjak suivants : 
- Sandjak de Buda
- Sandjak de Sirem (Syrmia, Szerém)
- Sandjak de Ráckeve
- Sandjak de Koppány
- Sandjak de İstolni Belgrad
- Sandjak de Mohács

Avant la fin de l'occupation ottomane (c'est-à-dire. avant 1699), la province gère les sandjaks suivants
- Sandjak de Buda
- Sandjak de Sirem (Syrmia, Szerém)
- Sandjak de Semendire (Smederevo)
- Sandjak de Sekçay
- Sandjak de Simontornya
- Sandjak de İstolni Belgrad
- Sandjak de Estergon
- Sandjak de Mohaç
- Sandjak de Peçuy